# Cogullos
Cogullos es una localidad del municipio burgalés de Merindad de Sotoscueva, en la Comunidad Autónoma de Castilla y León (España).

## Localidades limítrofes
Confina con las siguientes localidades:
- Al noreste con Ahedo de Linares y Linares.
- Al sureste con Sobrepeña.
- Al suroeste con Quintanilla-Valdebodres.

## Demografía
Evolución de la población
| Gráfica de evolución demográfica de Cogullos entre 2000 y 2017     |
|                                                                    |
| Población de derecho (2000-2017) según el padrón municipal del INE |

## Historia
Así se describe a Cogullos en el tomo VI del Diccionario geográfico-estadístico-histórico de España y sus posesiones de Ultramar, obra impulsada por Pascual Madoz a mediados del siglo XIX:

Aldea en la provincia, diócesis, audiencia territorial y capitanía general de Burgos (17 leguas), partido judicial de Villarcayo (2), ayuntamiento de Sotoscueva; Situada en una pequeña hondonada circundada de 4 cerros; la combaten los vientos del N, el clima es sano y las enfermedades más comunes constipados. Tiene 8 casas, una iglesia parroquial dedicada a San Pedro Apóstol, un cementerio en paraje ventilado y 3 fuentes de buenas aguas fuera de la población para el surtido del vecindario. Confina el término N Villamartín; E Ahedo de Linares; S Sobrepeña, y O Quintanilla. El terreno es de regular calidad y comprende dos montes llamados Raíllo y la Mata, los cuales están poblados de robles y encinas. Producciones: trigo y toda clase de legumbres, y cría ganado lanar y vacuno, aunque en corta cantidad. Población: 7 vecinos, 26 almas. Capital productivo: 70.400 reales. Imponible: 6.957.
Diccionario geográfico-estadístico-histórico de España y sus posesiones de Ultramar